# Richard Moll
Charles Richard Moll (13. ledna 1943, Pasadena, Kalifornie, USA – 26. října 2023, Big Bear Lake) byl americký filmový a hlasový herec, známý pro svůj hluboký hlas, který propůjčil několika slavným komiksovým postavám v animovaných seriálech. Mezi jeho nejvýznamnější role se řadí Two-Face v seriálu Batman: The Animated Series a několik dalších postav v kontinuitě DC Animated Universe a Scorpion v Spider-Man: The Animated Series.

## Život a kariéra
Moll se narodil v Pasadeně v Kalifornii. Už jako malý byl vysoký, ve dvanácti letech měřil na výšku 1,8 metru. V dospělosti byl pak vysoký 2 metry a 3 centimetry. Studoval na University of California at Berkeley, kde získal titul Bachelor of Arts.
Jeho filmovým debutem byl snímek Brigham režiséra Toma McGowana, ve kterém si zahrál roli Josepha Smithe. Jeho herecká kariéra úspěšně pokračovala po zbytek 70. let a v 80. letech, a objevil se jako Cizinec ve speciálu televize PBS Mark Twain: Beneath the Laughter (1979), jako Yeti v komedii Caveman (1981), jako Omo v seriálu Ostrov šílených fantazií (Fantasy Island, 1983) či jako Mastema v horrorovém filmu Ragewar (1984). Zlomem v jeho kariéře byla role Big Bena v horroru Steva Minera House, za kterou obdržel cenu Saturn. Dále se v roce 1987 objevil ve dvou epizodách komediálního seriálu The Facts of Life.
V 90. letech začal propůjčovat svůj hlas postavám v amerických animovaných seriálech. Dabingová režisérka Andrea Romano jej obsadila do role Harveyho Denta neboli Two-Face v seriálu Batman: The Animated Series (1992-95). Ve stejném seriálu si Moll zahrál také roli Bat-počítače a v jedné epizodě dokonce roli Thomase Waynea. V rámci kontinuity DC animated universe daboval také císaře Spooje v jedné epizodě Superman: The Animated Series (1996) či Kricka v jednom dílu The Zeta Project (2002). Moll byl obsazen také do role Scorpiona v seriálu Spider-Man: The Animated Series v šesti epizodách odvysílaných poprvé v roce 1997. V animované sérii The Incredible Hulk (1996–97) daboval Abominationa a v seriálu Freakazoid! si v roce 1996 v jedné epizodě zahrál Wolf Mana. Roli Two-Face si nakonec zopakoval ještě jednou v roce 2010 v seriálu Batman: The Brave and the Bold. Kromě toho v 90. letech vystoupil také v několika epizodách seriálů Doktorka Quinnová a Herkules.
Svůj hlas propůjčil postavě Harveyho Denta také ve videohře The Adventures of Batman & Robin Activity Center (1995) a postavě Devil Hulka ve videohře The Incredible Hulk: Ultimate Destruction (2005).